# 無人島のディーバ
『無人島のディーバ』（むじんとうのディーバ、原題：무인도의 디바）は、韓国のtvNで2023年10月28日から12月3日まで放送されたテレビドラマ。Netflixを通じて海外にも配信され、日本でも同日配信された。
主演はパク・ウンビン。脚本のパク・ヘリョンと演出のオ・チュンファンは『あなたが眠っている間に』、『スタートアップ: 夢の扉』に続き3度目のタッグを組んだ。

## あらすじ
2007年、チュンサム島に暮らしていた中学生のモクハはディーバ（歌姫）になる事を夢見ていた。憧れの歌手ランジュに自分の歌を聴いてもらうため、モクハは犬猿の仲だった同級生のギホに頼み込み、ギホのカメラでランジュのコンテストに送るためのMVを撮影してもらう。夢を膨らませていたモクハだったが、家では父親からの家庭内暴力に苦しむ日々を送っており、ある日、警察に通報したところ、警察官からはモクハの中二病だと諭されてしまう。自分の話を信じてもらえず絶望感に苛まれたモクハはディーバになる夢を諦めかけるが、そんなモクハを放っておけずギホはコンテストにMVを送る。モクハが家庭内暴力を受けていた事を否定した警察官はギホの父で、ギホもまた父から暴力を受けていた。同じ境遇のモクハを助けようとギホはチュンサム島を離れオーディションが行われるソウルに逃げる計画を企てるが、船で島を出ようとしていたタイミングでモクハの父が追ってきて、逃げきれなかったモクハは父と共に海に転落してしまう。そのまま行方不明となり死亡扱いとなったモクハだったが、55キロ離れた無人島に流れ着き、その島で生き延びる事となる。そして15年経ったある日、たまたまこの無人島に清掃活動にやってきたボゴルとウハクという兄弟に発見される。この兄弟に助けられながら社会復帰に向けて動き出したモクハはランジュと念願の対面を果たし、失踪したギホを探そうとする。

## キャスト

### 主要人物
ソ・モクハ - 演：パク・ウンビン（中学時代：イ・レ）
歌手を夢見る全羅道の離島出身の主人公。
中学時代に父の暴力から逃れ、海で行方不明となり15年間、無人島で過ごす。31歳で再び夢を追いかける。
ユン・ランジュ - 演：キム・ヒョジン
モクハの憧れたスター。
かつては一世を風靡した歌手だったが、15年後、声帯結節で歌えなくなり落ちぶれた歌手になっていた。
カン・ボゴル／チョン・ギホ - 演：チェ・ジョンヒョプ（中学時代：ムン・ウジン）
テレビ局YGNのプロデューサー。寡黙な性格だがモクハの事を気にかけている。実はモクハの中学時代の同級生であり、モクハと同様、父親から虐待を受けており、モクハが行方不明になった後、失踪していた。
カン・ウハク／チョン・チェホ - 演：チャ・ハギョン
ボゴルの兄。YGNの報道記者。事故の影響で高校以前の記憶がない。

### RJエンターテイメント
イ・ソジュン - 演：キム・ジュホン
ランジュのマネージャーでRJエンターテインメント代表。
ウン・モレ - 演：ペ・カンヒ
第2のランジュと言われる人気歌手。15年前にモクハが来れなかったオーディションで合格した。

### その他
ソン・ハジョン／ヤン・ジェギョン - 演：ソ・ジョンヨン
ボゴルとウハクの母。
カン・サンドゥ／イ・ウク - 演：イ・ジュンオク
ボゴルとウハクの養父。役場の元職員で、現在は美容室を営む。
ソ・ジョンホ - 演：イ・ユジュン
モクハの父。刺身店を営む。早くに妻を亡くしている。海へ逃げたモクハを探した矢先に転落死。
チョン・ボンワン - 演：イ・スンジュン
ギホの父。元警察官。失踪した息子を探している。
コ・サンヒ - 演：ムン・スク
ランジュの母。現在は認知症を患う。

## 視聴率
| 2023年 | 2023年   | 2023年                      | 2023年       | 2023年       |
| Ep     | 放送日   | 副題                        | AGB視聴率    | AGB視聴率    |
| Ep     | 放送日   | 副題                        | 全国（韓国） | ソウル首都圏 |
| ------ | -------- | --------------------------- | ------------ | ------------ |
| 第1話  | 10月28日 | 水槽の中vs水槽の外          | 3.172%       | 3.450%       |
| 第2話  | 10月29日 | 偶然vs必然                  | 5.155%       | 5.402%       |
| 第3話  | 11月4日  | クーラーボックスvs ドローン | 5.557%       | 6.177%       |
| 第4話  | 11月5日  | 2008 vs 2022                | 7.988%       | 8.885%       |
| 第5話  | 11月11日 | 後悔vs誇り                  | 5.390%       | 6.163%       |
| 第6話  | 11月12日 | 秘密vsウソ                  | 7.933%       | 8.887%       |
| 第7話  | 11月18日 | ソ・モクハvsウン・モレ      | 6.053%       | 6.647%       |
| 第8話  | 11月19日 | ファン1号vsファン1号        | 8.680%       | 9.354%       |
| 第9話  | 11月25日 | 慰めvs誓い                  | 7.315%       | 8.369%       |
| 第10話 | 11月26日 | 正解vsリスク                | 7.995%       | 8.948%       |
| 第11話 | 12月2日  | お人好しvsしたたか          | 7.285%       | 8.140%       |
| 第12話 | 12月3日  | 偶然vs必然                  | 9.002%       | 9.840%       |